# Julian Lelieveld
Julian Lelieveld (Arnhem, 24 november 1997) is een Nederlandse voetballer die meestal als rechtervleugelverdediger in actie komt. 

## Carrière
Lelieveld begon met voetballen in de jeugd van VV Hattem. Vandaaruit werd hij in 2006 opgenomen in de opleiding van de Vitesse/AGOVV Voetbal Academie. Op 7 juli 2014 tekende Lelieveld een contract bij Vitesse tot medio 2016, met optie voor een extra seizoen. In de seizoenen 2014/15 en 2015/16 kwam Lelieveld uit als rechtsback bij Vitesse O19 en Jong Vitesse. In december 2015 werd een nieuw contract getekend tot medio 2020.
Op 30 juli 2015 debuteerde Lelieveld op 17-jarige leeftijd in het eerste elftal van Vitesse, in de uitwedstrijd tegen Southampton in de derde voorronde van de Europa League. Lelieveld verving in dit duel Kevin Diks in de 92e minuut. Vitesse won tijdens het verblijf van Lelieveld de KNVB Beker, maar Lelieveld speelde niet voldoende wedstrijden voor de erkenning van deze prijs. Met Jong Vitesse eindigde hij in 2017 op de zeventiende plaats en degradeerde daardoor naar de Derde divisie.  In het seizoen 2017/18 werd hij met Jong Vitesse kampioen in de Derde divisie (Zondag).
In 2020 ging Lelieveld naar De Graafschap, en in 2022 tekende hij bij RKC Waalwijk. Medio 2025 werd het aflopende contract van Lelieveld bij RKC Waalwijk niet verlengt en vertrok hij naar Wisła Kraków. 

## Clubstatistieken

### Senioren
| Seizoen         | Club              | Competitie      | Competitie | Competitie | Beker | Beker | Overig | Overig | Totaal | Totaal |
| Seizoen         | Club              | Competitie      | Duels      | Goals      | Duels | Goals | Duels  | Goals  | Duels  | Goals  |
| --------------- | ----------------- | --------------- | ---------- | ---------- | ----- | ----- | ------ | ------ | ------ | ------ |
| 2015/16         | Vitesse           | Eredivisie      | 1          | 0          | 0     | 0     | 1      | 0      | 2      | 0      |
| 2016/17         | Vitesse           | Eredivisie      | 0          | 0          | 0     | 0     | –      | –      | 0      | 0      |
| 2017/18         | Vitesse           | Eredivisie      | 4          | 0          | 1     | 0     | 2      | 0      | 7      | 0      |
| 2019/20         | Vitesse           | Eredivisie      | 16         | 0          | 4     | 0     | –      | –      | 20     | 0      |
| 2018/19         | → Go Ahead Eagles | Eerste divisie  | 35         | 0          | 2     | 0     | 4      | 1      | 41     | 1      |
| 2020/21         | De Graafschap     | Eerste divisie  | 36         | 1          | 2     | 1     | –      | –      | 38     | 2      |
| 2021/22         | De Graafschap     | Eerste divisie  | 38         | 1          | 1     | 0     | 2      | 0      | 41     | 1      |
| 2022/23         | RKC Waalwijk      | Eredivisie      | 34         | 2          | 0     | 0     | –      | –      | 34     | 2      |
| 2023/24         | RKC Waalwijk      | Eredivisie      | 34         | 0          | 0     | 0     | –      | –      | 34     | 0      |
| 2024/25         | RKC Waalwijk      | Eredivisie      | 29         | 0          | 2     | 0     | –      | –      | 31     | 0      |
| 2025/26         | Wisła Kraków      | I liga          |            |            |       |       |        |        |        |        |
| Carrière totaal | Carrière totaal   | Carrière totaal | 227        | 4          | 12    | 1     | 9      | 1      | 248    | 6      |

## Erelijst

#### MetJong Vitesse
| Nationaal            |    |      |
| Derde divisie zondag | 1x | 2018 |